# 毒沢温泉
毒沢温泉（どくさわおんせん）は、長野県諏訪郡下諏訪町（旧国信濃国）にある温泉。源泉温度の低い鉱泉であることから、毒沢鉱泉とも呼ばれる。

## 泉質
- 含鉄(II)-アルミニウム-硫酸塩泉（冷鉱泉）
  - 源泉温度：2℃
  - PH：2.53

源泉から取った湯の花は、古くは医薬品としても利用されていた。

## 温泉街
2軒の宿（神乃湯・宮乃湯）が存在する。
公衆浴場1軒（沢乃湯）は2014年（平成26年）1月31日をもって閉館した。

## 歴史
開湯は約450年前とされる。戦国時代には武田信玄の隠し湯であったと言われる。
前述の医薬品であるが、1937年（昭和12年）に売薬許可第16596号を得て医薬品として販売していた。

## アクセス
- 鉄道：中央本線下諏訪駅よりバスで約15分で最寄バス停の「星が丘上」または「注連掛」へ。そこから徒歩約10分。